# Elisabeth Wetzel
Elisabeth Wetzel (* 5. August 1907; † 30. Mai 1994) war eine deutsche Widerstandskämpferin und Mitglied der Vereinigung der Verfolgten des Naziregimes – Bund der Antifaschistinnen und Antifaschisten.
Am 9. Mai 1983 wurde sie zur Ehrenbürgerin der Stadt Karl-Marx-Stadt ernannt.